# Liste der Monuments historiques in Fains-Véel
Die Liste der Monuments historiques in Fains-Véel führt die Monuments historiques in der französischen Gemeinde Fains-Véel auf.

## Liste der Immobilien
| Bezeichnung          | Beschreibung            | Standort                                     | Kennzeichnung | Schutzstatus | Datum | Bild           |
| -------------------- | ----------------------- | -------------------------------------------- | ------------- | ------------ | ----- | -------------- |
| Kirche Ste-Catherine | aus dem 16. Jahrhundert | Fains-les-Sources, place de la Mairie (Lage) | PA00106535    | Classé       | 1983  | weitere Bilder |
| Kirche St-Martin     | aus dem 15. Jahrhundert | Véel, rue de l’Église (Lage)                 | PA00106536    | Inscrit      | 1927  | weitere Bilder |

## Liste der Objekte
| Bezeichnung                                       | Beschreibung | Standort                                                    | Kennzeichnung | Schutzstatus | Datum | Bild |
| ------------------------------------------------- | --- | ----------------------------------------------------------- | ------------- | ------------ | ----- | ---- |
| Glocke                                            | Bronze, 1813 gegossen | Fains-les-Sources, in der Krankenhauskapelle (Lage)         | PM55001847    | Inscrit      | 1990  |      |
| Epitaph für Claude Nicolas Thomas                 | Kalkstein, bezeichnet 1695 | Fains-les-Sources, in der Kirche Ste-Catherine (Lage)       | PM55000969    | Classé       | 1994  |      |
| 52 Arzneigefäße                                   | Fayence und Porzellan, 18. und 19. Jahrhundert | Fains-les-Sources, im Centre hospitalier spécialisé (Lage)  | PM55000885    | Classé       | 1991  |      |
| Orgel                                             | Ensemble aus PM55001404 und PM55001405 | Fains-les-Sources, in der Krankenhauskapelle (Lage)         | PM55001403    | Classé       | 2002  |      |
| Orgelprospekt                                     | 1860 von Alexandre Jacquet gebaut | Fains-les-Sources, in der Krankenhauskapelle (Lage)         | PM55001405    | Classé       | 2002  |      |
| Instrumentalteil der Orgel                        | 1860 von Alexandre Jacquet gebaut | Fains-les-Sources, in der Krankenhauskapelle (Lage)         | PM55001404    | Classé       | 2002  |      |
| Mörser und Stößel                                 | Bronze, 18. Jahrhundert | Fains-les-Sources, im Centre hospitalier spécialisé (Lage)  | PM55000878    | Classé       | 1991  |      |
| Kruzifix                                          | Eichenholz, 15. Jahrhundert | Véel, in der Kirche St-Martin (Lage)                        | PM55002603    | Inscrit      | 2005  |      |
| Drei Skulpturen: Stillende Madonna und zwei Engel | Stein, erste Hälfte des 15. Jahrhunderts | Véel, in der Kirche St-Martin (Lage)                        | PM55002670    | Inscrit      | 1985  |      |
| Drei Skulpturen am Westportal                     | Stein, 16. Jahrhundert | Véel, außen an der Kirche St-Martin (Lage)                  | PM55002672    | Inscrit      | 1991  |      |
| Grablegungsgruppe                                 | Stein, 16. Jahrhundert, von Ligier Richier oder aus seiner Schule | Fains-les-Sources, in der Kirche Ste-Catherine (Lage)       | PM55000246    | Classé       | 1905  |      |
| Epitaph für François Jaquet                       | Kalkstein, bezeichnet 1597 | Véel, in der Kirche St-Martin (Lage)                        | PM55002671    | Inscrit      | 1991  |      |
| Fahrzeugwaage                                     | 1887 gebaut | Fains-les-Sources, im Centre hospitalier spécialisé (Lage)  | PM55001848    | Inscrit      | 2004  |      |
| Weißer Ornat                                      | Kasel, zwei Stolen, drei Manipel, Kelchvelum, Dalmatik und Tunicella; Seide, bestickt, erste Hälfte des 19. Jahrhunderts; im Centre départemental d’art sacré in Saint-Mihiel deponiert | Fains-les-Sources, in der Kirche Ste-Catherine (Lage)       | PM55001849    | Inscrit      | 1995  |      |
| Drei Skulpturen am Hauptportal                    | Stein, 16. Jahrhundert | Fains-les-Sources, außen an der Kirche Ste-Catherine (Lage) | PM55000247    | Classé       | 1915  |      |